# Gymnastique aux Jeux olympiques d'été de 1972
Navigation
Mexico 1968 Montréal 1976

## Résultats hommes

### Concours par équipes
| Médaille                            | Nom | Pays               | Points |
| ----------------------------------- | --- | ------------------ | ------ |
| Médaille d'or, Jeux olympiques      | Sawao Katō Eizō Kenmotsu Shigeru Kasamatsu Akinori Nakayama Mitsuo Tsukahara Teruichi Okamura          | Japon              | 571.25 |
| Médaille d'argent, Jeux olympiques  | Nikolai Andrianov Mikhail Voronin Viktor Klimenko Edvard Mikaelian Aleksandr Maleyev Vladimir Shchukin | Union soviétique   | 564.05 |
| Médaille de bronze, Jeux olympiques | Klaus Köste Matthias Brehme Wolfgang Thüne Wolfgang Klotz Reinhard Rychly Jürgen Paeke                 | Allemagne de l'Est | 559.70 |

### Concours général individuel hommes
| Médaille                            | Nom              | Pays  | Points  |
| ----------------------------------- | ---------------- | ----- | ------- |
| Médaille d'or, Jeux olympiques      | Sawao Kato       | Japon | 114.650 |
| Médaille d'argent, Jeux olympiques  | Eizo Kenmotsu    | Japon | 114.575 |
| Médaille de bronze, Jeux olympiques | Akinori Nakayama | Japon | 114.325 |

### Finales par engin

#### Sol hommes
| Médaille                            | Nom               | Pays             | Points |
| ----------------------------------- | ----------------- | ---------------- | ------ |
| Médaille d'or, Jeux olympiques      | Nikolai Andrianov | Union soviétique | 19.175 |
| Médaille d'argent, Jeux olympiques  | Akinori Nakayama  | Japon            | 19.125 |
| Médaille de bronze, Jeux olympiques | Shigeru Kasamatsu | Japon            | 19.025 |

#### Cheval d'arçons hommes
| Médaille                            | Nom             | Pays             | Points |
| ----------------------------------- | --------------- | ---------------- | ------ |
| Médaille d'or, Jeux olympiques      | Viktor Klimenko | Union soviétique | 19.125 |
| Médaille d'argent, Jeux olympiques  | Sawao Kato      | Japon            | 19.000 |
| Médaille de bronze, Jeux olympiques | Eizo Kenmotsu   | Japon            | 18.950 |

#### Anneaux hommes
| Médaille                            | Nom              | Pays             | Points |
| ----------------------------------- | ---------------- | ---------------- | ------ |
| Médaille d'or, Jeux olympiques      | Akinori Nakayama | Japon            | 19.350 |
| Médaille d'argent, Jeux olympiques  | Mikhail Voronin  | Union soviétique | 19.275 |
| Médaille de bronze, Jeux olympiques | Mitsuo Tsukahara | Japon            | 19.225 |

#### Saut hommes
| Médaille                            | Nom               | Pays               | Points |
| ----------------------------------- | ----------------- | ------------------ | ------ |
| Médaille d'or, Jeux olympiques      | Klaus Köste       | Allemagne de l'Est | 18.850 |
| Médaille d'argent, Jeux olympiques  | Viktor Klimenko   | Union soviétique   | 18.825 |
| Médaille de bronze, Jeux olympiques | Nikolai Andrianov | Union soviétique   | 18.800 |

#### Barres parallèles hommes
| Médaille                            | Nom               | Pays  | Points |
| ----------------------------------- | ----------------- | ----- | ------ |
| Médaille d'or, Jeux olympiques      | Sawao Kato        | Japon | 19.475 |
| Médaille d'argent, Jeux olympiques  | Shigeru Kasamatsu | Japon | 19.375 |
| Médaille de bronze, Jeux olympiques | Eizo Kenmotsu     | Japon | 19.250 |

#### Barre fixe hommes
| Médaille                            | Nom               | Pays  | Points |
| ----------------------------------- | ----------------- | ----- | ------ |
| Médaille d'or, Jeux olympiques      | Mitsuo Tsukahara  | Japon | 19.725 |
| Médaille d'argent, Jeux olympiques  | Sawao Kato        | Japon | 19.525 |
| Médaille de bronze, Jeux olympiques | Shigeru Kasamatsu | Japon | 19.450 |

## Résultats femmes

### Concours général par équipes femmes
| Médaille                            | Nom                                                                                          | Pays               | Points |
| ----------------------------------- | -------------------------------------------------------------------------------------------- | ------------------ | ------ |
| Médaille d'or, Jeux olympiques      | Lyudmila Turishcheva Olga Korbut Tamara Lazakovich Lyubov Burda Elvira Saadi Antonina Koshel | Union soviétique   | 380.50 |
| Médaille d'argent, Jeux olympiques  | Karin Janz Erika Zuchold Angelika Hellmann Irene Abel Christine Schmitt Richarda Schmeißer   | Allemagne de l'Est | 376.55 |
| Médaille de bronze, Jeux olympiques | Ilona Békési Mónika Császár Krisztina Medveczky Anikó Kéry Márta Kelemen Zsuzsa Nagy         | Hongrie            | 368.25 |

### Concours général individuel femmes
| Médaille                            | Nom                  | Pays               | Points |
| ----------------------------------- | -------------------- | ------------------ | ------ |
| Médaille d'or, Jeux olympiques      | Lyudmila Turishcheva | Union soviétique   | 77.025 |
| Médaille d'argent, Jeux olympiques  | Karin Janz           | Allemagne de l'Est | 76.875 |
| Médaille de bronze, Jeux olympiques | Tamara Lazakovich    | Union soviétique   | 76.850 |

### Finales par engin

#### Saut femmes
| Médaille                            | Nom                  | Pays               | Points |
| ----------------------------------- | -------------------- | ------------------ | ------ |
| Médaille d'or, Jeux olympiques      | Karin Janz           | Allemagne de l'Est | 19.525 |
| Médaille d'argent, Jeux olympiques  | Erika Zuchold        | Allemagne de l'Est | 19.275 |
| Médaille de bronze, Jeux olympiques | Ludmilla Tourischeva | Union soviétique   | 19.250 |

#### Barres asymétriques femmes
| Médaille                            | Nom           | Pays               | Points |
| ----------------------------------- | ------------- | ------------------ | ------ |
| Médaille d'or, Jeux olympiques      | Karin Janz    | Allemagne de l'Est | 19.675 |
| Médaille d'argent, Jeux olympiques  | Olga Korbut   | Union soviétique   | 19.450 |
| Médaille d'argent, Jeux olympiques  | Erika Zuchold | Allemagne de l'Est | 19.450 |
| Médaille de bronze, Jeux olympiques | -             | -                  |        |

#### Poutre femmes
| Médaille                            | Nom               | Pays               | Points |
| ----------------------------------- | ----------------- | ------------------ | ------ |
| Médaille d'or, Jeux olympiques      | Olga Korbut       | Union soviétique   | 19.400 |
| Médaille d'argent, Jeux olympiques  | Tamara Lazakovich | Union soviétique   | 19.375 |
| Médaille de bronze, Jeux olympiques | Karin Janz        | Allemagne de l'Est | 18.975 |

#### Sol femmes
| Médaille                            | Nom                  | Pays             | Points |
| ----------------------------------- | -------------------- | ---------------- | ------ |
| Médaille d'or, Jeux olympiques      | Olga Korbut          | Union soviétique | 19.575 |
| Médaille d'argent, Jeux olympiques  | Ludmilla Tourischeva | Union soviétique | 19.550 |
| Médaille de bronze, Jeux olympiques | Tamara Lazakovich    | Union soviétique | 19.450 |

## Tableau des médailles

### Hommes
| Rang  | Nation             | Or | Argent | Bronze | Total |
| ----- | ------------------ | -- | ------ | ------ | ----- |
| 1     | Japon              | 5  | 5      | 6      | 16    |
| 2     | Union soviétique   | 2  | 3      | 1      | 6     |
| 3     | Allemagne de l'Est | 1  | 0      | 1      | 2     |
| Total | Total              | 8  | 8      | 8      | 24    |

### Femmes
| Rang  | Nation             | Or | Argent | Bronze | Total |
| ----- | ------------------ | -- | ------ | ------ | ----- |
| 1     | Union soviétique   | 4  | 3      | 3      | 10    |
| 2     | Allemagne de l'Est | 2  | 4      | 1      | 7     |
| 3     | Hongrie            | 0  | 0      | 1      | 1     |
| Total | Total              | 6  | 7      | 5      | 18    |

### Confondu
| Rang  | Nation             | Or | Argent | Bronze | Total |
| ----- | ------------------ | -- | ------ | ------ | ----- |
| 1     | Union soviétique   | 6  | 6      | 4      | 16    |
| 2     | Japon              | 5  | 5      | 6      | 16    |
| 3     | Allemagne de l'Est | 3  | 4      | 2      | 9     |
| 4     | Hongrie            | 0  | 0      | 1      | 1     |
| Total | Total              | 14 | 15     | 13     | 42    |